# Vadu Lat
Vadu Lat – wieś w Rumunii, w okręgu Giurgiu, w gminie Bucșani. W 2011 roku liczyła 821 mieszkańców.